# Вишківська селищна рада
Ви́шківська се́лищна ра́да — адміністративно-територіальна одиниця та орган місцевого самоврядування в Хустському районі Закарпатської області. Адміністративний центр — селище міського типу Вишково.

## Загальні відомості
Вишківська селищна рада утворена в 1976 році.
- Територія ради: 124,59 км²
- Населення ради: 11 648 осіб (станом на 2001 рік)
- Територією ради протікає річка Тиса

## Населені пункти
Селищній раді підпорядковані населені пункти:
- смт Вишково
- с. Модьорош
- с. Ракош
- с. Шаян
- с. Яблунівка

## Склад ради
Рада складається з 30 депутатів та голови.
- Голова ради: Гайович Ярослав Іванович
- Секретар ради: Король Єва Євгенівна

### Керівний склад попередніх скликань
| Прізвище, ім'я, по батькові | Основні відомості                                                | Дата обрання | Дата звільнення |
| --------------------------- | ---------------------------------------------------------------- | ------------ | --------------- |
| Сойков Карло Карлович       | Селищний голова, 1947 року народження, освіта вища               | 26.03.2006   | 31.10.2010      |
| Сойков Карло Карлович       | Селищний голова, 1947 року народження, освіта вища, безпартійний | 31.10.2010   |                 |

Примітка: таблиця складена за даними сайту Верховної Ради України

### Депутати
За результатами місцевих виборів 2010 року депутатами ради стали:

#### За суб'єктами висування
| Суб'єкт висування | Кількість обраних депутатів | %    |
| ----------------- | --------------------------- | ---- |
| Самовисування     | 20                          | 66,7 |
| Народна партія    | 10                          | 33,3 |

#### За округами
| № округу       | Прізвище, ім'я, по батькові           | Дата визнання обраним | Освіта             | Партійна приналежність | Відомості про обраного депутата                                                   |
| -------------- | ------------------------------------- | --------------------- | ------------------ | ---------------------- | --------------------------------------------------------------------------------- |
| Народна Партія |                                       |                       |                    |                        |                                                                                   |
| 1              | Співак Василь Степанович              | 08.11.2010            | середня            | позапартійний          | приватний підприємець «Співак А.М», продавець                                     |
| 3              | Няговський Іван Іванович              | 08.11.2010            | середня спеціальна | позапартійний          | Хустський «Держспецлісгосп», майстер лісу                                         |
| 10             | Опшитош Степан Іванович               | 08.11.2010            | середня            | позапартійний          | приватний підприємець                                                             |
| 13             | Токач Олександр Іванович              | 08.11.2010            | вища               | позапартійний          | приватний підприємець                                                             |
| 14             | Келемен Корнелій Йосипович            | 08.11.2010            | вища               | позапартійний          | «Київміськбуд ЗАТЕНВІЛ», інженер інвестиційних програм                            |
| 16             | Няговський Руслан Іванович            | 08.11.2010            | вища               | позапартійний          | філія ‘Хуст ДСЛТ’, виконувач обов'язків головного лісничого                       |
| 23             | Василик Іван Іванович                 | 08.11.2010            | середня спеціальна | позапартійний          | пенсіонер                                                                         |
| 24             | Ярема Іван Іванович                   | 08.11.2010            | середня спеціальна | позапартійний          | приватний підприємець                                                             |
| 27             | Куруц Василь Васильович               | 08.11.2010            | середня спеціальна | позапартійний          | тимчасово не працює                                                               |
| 28             | Шпілька Павло Іванович                | 08.11.2010            | середня            | позапартійний          | Буштинське лісове господарство, лісник                                            |
| Самовисування  |                                       |                       |                    |                        |                                                                                   |
| 2              | Імре Гергей Людвикович                | 08.11.2010            | середня            | позапартійний          | приватний підприємець                                                             |
| 4              | Зейкан Ганна Петрівна                 | 08.11.2010            | середня спеціальна | позапартійна           | селищна рада, діловод                                                             |
| 5              | Цуцков Володимир Констянтинович       | 08.11.2010            | вища               | позапартійний          | Св. Благовіщенський храм с. Вишкова, наставник                                    |
| 6              | Король Микола Саветійович             | 08.11.2010            | вища               | позапартійний          | Вишківська МАВК, вчитель                                                          |
| 7              | Ганко Олександр Олександрович         | 08.11.2010            | середня            | позапартійний          | ПП «Ганко Тіберія», продавець                                                     |
| 8              | Король Єва Євгеніївна                 | 08.11.2010            | вища               | позапартійна           | Вишківська селищна рада, секретар                                                 |
| 9              | Локи Емерих Людвикович                | 08.11.2010            | середня            | позапартійний          | сезонний робітник                                                                 |
| 11             | Гайович Ярослав Іванович              | 08.11.2010            | вища               | позапартійний          | приватний підприємець                                                             |
| 12             | Фодов Людвиг Людвигович               | 08.11.2010            | середня            | позапартійний          | сезонний робітник                                                                 |
| 15             | Форгон Василь Ельмирович              | 08.11.2010            | вища               | позапартійний          | тимчасово не працює                                                               |
| 17             | Кружей Йосип Барнович                 | 08.11.2010            | вища               | позапартійний          | приватний підприємець                                                             |
| 18             | Келемен Дмитро Юлійович               | 08.11.2010            | середня спеціальна | позапартійний          | КП виробниче управління житлово-комунального господарства, директор               |
| 19             | Ганко Тіберій Людвикович              | 08.11.2010            | вища               | позапартійний          | пенсіонер                                                                         |
| 20             | Гейдер Ольга Іванівна                 | 08.11.2010            | середня            | позапартійна           | Вишківська селищна рада, інспектор військово-облікового столу                     |
| 21             | Лотор Степан Олександрович            | 08.11.2010            | середня спеціальна | позапартійний          | сезонний робітник                                                                 |
| 22             | Цейбей Адальберт-Василь Адальбертович | 08.11.2010            | середня спеціальна | позапартійний          | приватний підприємець                                                             |
| 25             | Сковородіна Ганна Михайлівна          | 08.11.2010            | вища               | позапартійна           | Вишівська загальноосвітня школа № 1, заступник деректора навчально-виховних робіт |
| 26             | Рущяк Василь Михайлович               | 08.11.2010            | середня            | позапартійний          | сезонний робітник                                                                 |
| 29             | Сита Володимир Васильович             | 08.11.2010            | середня            | позапартійний          | пенсіонер                                                                         |
| 30             | Сита Зінаїда Юріївна                  | 08.11.2010            | вища               | позапартійна           | ТОВ ‘УКФ’, керівник                                                               |